# Успение Богородично (Долно Дупени)
Вижте пояснителната страница за други значения на Успение Богородично.
„Успение Богородично“ или „Света Богородица“ (на македонска литературна норма: „Света Богородица“) е възрожденска църква в село Долно Дупени, Преспа, част от Преспанско-Пелагонийската епархия на Македонската православна църква – Охридска архиепископия.
Представлява манастирска църква, разположена на 2 километра североизточно от селото в местнотта Горно село. Има кръстовидна (трилистна) форма с калоти на южната, северната и източната страна. На осмостранен барабан е поставен куполът с четири прозореца. Входовете са от запад и от север, като от север има и втори директно за олтарното пространство. Издигната е в началото на ХХ век.
Иконостасът е резбован, с два реда икони и е повдигнат над нивото на наоса с три стъпала. Амвонът и владишкият трон също са богато резбовани. Резбата в храма с преобладаваща стилизирана флорална орнаментация е дело на братята Нестор Алексиев и Лазар Алексиев, изпълнена в 1908 - 1909 година. Иконите на иконостаса са изписани в 1909 година от братята Кръстьо Николов и Константин Николов. Техни са и големите икони южно и северно на стените до иконостаса, както и иконите на Христос и евангелистите на проповедалницата. В храма има и по-стари икони.
От живописта е запазена само една сцена.